# Campionato sudamericano maschile di pallacanestro 1983
Il 30º Campionato dell'America Meridionale Maschile di Pallacanestro (noto anche come FIBA South American Championship 1983) si è svolto dal 21 al 28 maggio 1983 a San Paolo in Brasile. Il torneo è stato vinto dalla nazionale brasiliana.
I FIBA South American Championship sono una manifestazione contesa dalle squadre nazionali dell'America meridionale, organizzata dalla CONSUBASQUET (Confederazione America Meridionale), nell'ambito della FIBA Americas.

## Squadre partecipanti
- Argentina
- Brasile
- Cile
- Colombia
- Paraguay
- Uruguay
- Venezuela

## Classifica finale
| Pos | Squadra   | V-P |
| --- | --------- | --- |
|     | Brasile   | 6-0 |
|     | Argentina | 5-1 |
|     | Uruguay   | 4-2 |
| 4   | Venezuela | 3-3 |
| 5   | Cile      | 2-4 |
| 6   | Colombia  | 1-5 |
| 7   | Paraguay  | 0-6 |